# Tribonoidea oniscosoma
Tribonoidea oniscosoma är en kackerlacksart som först beskrevs av Henri Saussure 1895.  Tribonoidea oniscosoma ingår i släktet Tribonoidea och familjen jättekackerlackor.
Artens utbredningsområde är Peru. Inga underarter finns listade i Catalogue of Life.